# Vřesina (district d'Opava)
Pour les articles homonymes, voir Vřesina.
Vřesina (en allemand : Wrzessin , précédemment : Wrzeschin ; en polonais : Wrzesin) est une commune du district d'Opava, dans la région de Moravie-Silésie, en République tchèque. Sa population s'élevait à 1 660 habitants en 2021.

## Géographie
Vřesina se trouve à 6 km au nord de Hlučín, à 22 km à l'est d'Opava, à 15 km au nord-nord-ouest d'Ostrava et à 269 km à l’est de Prague.
La commune est limitée par Závada au nord-ouest, par Píšť au nord, par Hať à l'est, par Darkovice au sud-est, par Hlučín au sud, et par Kozmice et Bohuslavice à l'ouest.

## Histoire
La première mention écrite de la localité date de 1270.

## Transports
Par la route, Vřesina se trouve à 6 km de Hlučín, à 18 km d'Ostrava, à 24 km d'Opava, à 349 km de Prague.